# Dzianis Rutenka
Dzianis Rutenka (Minsk, 14 de febrero de 1986) es un exjugador de balonmano bielorruso que jugaba de extremo derecho. Su último equipo fue el SKA Minsk. Fue un componente de la selección de balonmano de Bielorrusia. 
Es hermano del exjugador de balonmano Siarhei Rutenka.

## Palmarés

### Dinamo Minsk
- Liga de Bielorrusia de balonmano (5): 2009, 2010, 2011, 2012, 2013
- Copa de Bielorrusia de balonmano (1): 2010
- Liga Báltica de balonmano (1): 2009

### Meshkov Brest
- Liga de Bielorrusia de balonmano (5): 2015, 2016, 2017, 2018, 2019
- Copa de Bielorrusia de balonmano (4): 2015, 2016, 2017, 2018

## Clubes
- Arkatron Minsk (2002-2004)
- AS Conversano (2004-2005)
- RK Slovenj Gradec (2005-2008)
- HC Dinamo Minsk (2008-2014)
- Meshkov Brest (2014-2019)
- SKA Minsk (2019-2020)